# Obermichelbach
Obermichelbach è un comune tedesco di 2 890 abitanti, situato nel land della Baviera.